# Якутська телевежа

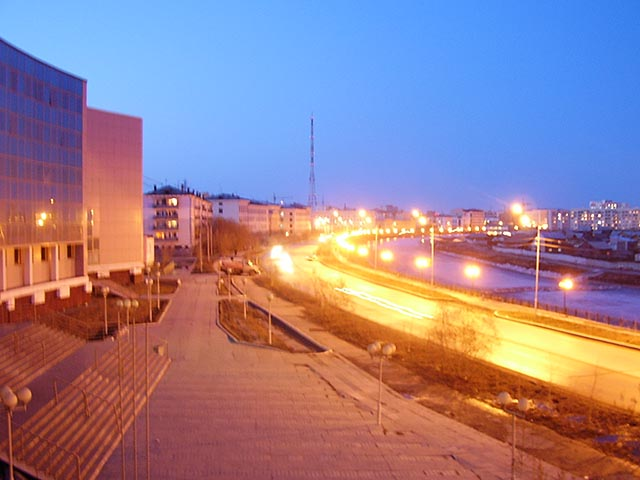
РТПК Якутськ, вид з вулиці Кулаковського, 2005 рік

Якутська телевежа побудована в 1982 році у місті Якутськ, столиці Республіки Саха. Її висота складає 241,71 м, на висоті 225,86 м знаходиться її остання платформа.
На момент побудови була найвищою конструкцією на вічній мерзлоті.
Телевежу монтував екіпаж тюменських вертолітників на чолі з Миколою Миколайовичем Бабинцевим на МІ-10К.
Сегменти конструкції вишки збирали на іподромі. Роботи тривали 5 днів.